# Société tibétaine
La société tibétaine traditionnelle, telle qu'elle existait avant les réformes mises en place par le gouvernement communiste chinois de 1959 à 1962, est souvent comparée à la société féodale de l'Europe médiévale. Dans le Tibet central sous administration de Lhassa, le pouvoir était concentré entre les mains d'une aristocratie héréditaire qui dominait une société fortement inégalitaire, et la religion (le bouddhisme tibétain ou lamaïsme) y jouait un rôle fondamental dans le maintien de l'ordre spirituel, mais également de l'ordre temporel, sous l'autorité du dalaï-lama. Même dans les régions périphériques que le pouvoir temporel de Lhassa n'atteignait que difficilement ou pas du tout, le dalaï-lama était largement considéré comme le plus haut représentant du pouvoir spirituel. De cette organisation traditionnelle ne demeure aujourd'hui au sein de la République populaire de Chine que l'autorité spirituelle des monastères et du dalaï-lama, autorité que le gouvernement chinois n'accepte pas et cherche par tous les moyens à faire disparaître.

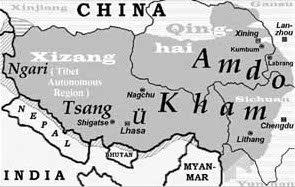
Le Tibet : provinces traditionnelles et découpage administratif dans la RPC

## Naissance de la société féodale
L'effondrement de la dynastie Yarlung (ou Tubo) vers le milieu du IXe siècle entraîna le morcellement du Tibet en principautés indépendantes, avec comme conséquence de longues années de guerre entre leurs seigneurs indépendants. Des paysans propriétaires apparurent après la disparition du système des clans, mais durent rapidement, comme les pasteurs et les gens du peuple, rechercher aide matérielle ou protection auprès des seigneurs et des personnages puissants. Parallèlement, le pouvoir temporel des monastères bouddhistes sur le territoire et le peuple qui en dépendaient prit de l'ampleur. Peu à peu, selon le gouvernement chinois, se créa ainsi le système féodal qui perdura jusqu'au milieu du XXe siècle.
La question de savoir si le Tibet était constitué d’un système social féodal ou si les paysans peuvent être considérés comme des serfs est toujours débattue. Les régions du Tibet étudiées entre le XVIIe et le XXe siècle ont apporté des preuves d'une société stratifiée avec des lois de propriété terrienne et des impositions qui ressemblent aux systèmes féodaux européens. Cependant, une telle comparaison n'est pas absolue, car des différences importantes, mises en évidence par des travaux universitaires, existent entre les deux systèmes, et par ailleurs l'organisation sociale tibétaine de ces périodes reste mal connue dans ses détails[citation nécessaire]. 
En outre, selon le Professeur Geoffrey Samuel, spécialisé dans l'étude des religions, le Tibet, même au début du XXe siècle, n'était pas constitué d’un seul État, mais plutôt de plusieurs districts et le système légal de Lhassa, avec ses droits fiscaux et de propriété terrienne, ne s'est pas étendu à l’ensemble du pays[citation nécessaire]. 
Pour l'anthropologue Melvyn Goldstein, le système politique tibétain du XXe siècle ne peut être catégorisé comme étant féodal car l'ancien Tibet était un État centralisé. 
Pour le tibétologue Rolf Alfred Stein (cité par Cécile Campergue), qui note les similitudes institutionnelles ou mentales entre le Moyen Âge européen et la civilisation tibétaine, le terme de « féodalité » peut s'appliquer au Tibet, non pas dans son sens péjoratif mais dans son sens technique.

## La société tibétaine traditionnelle

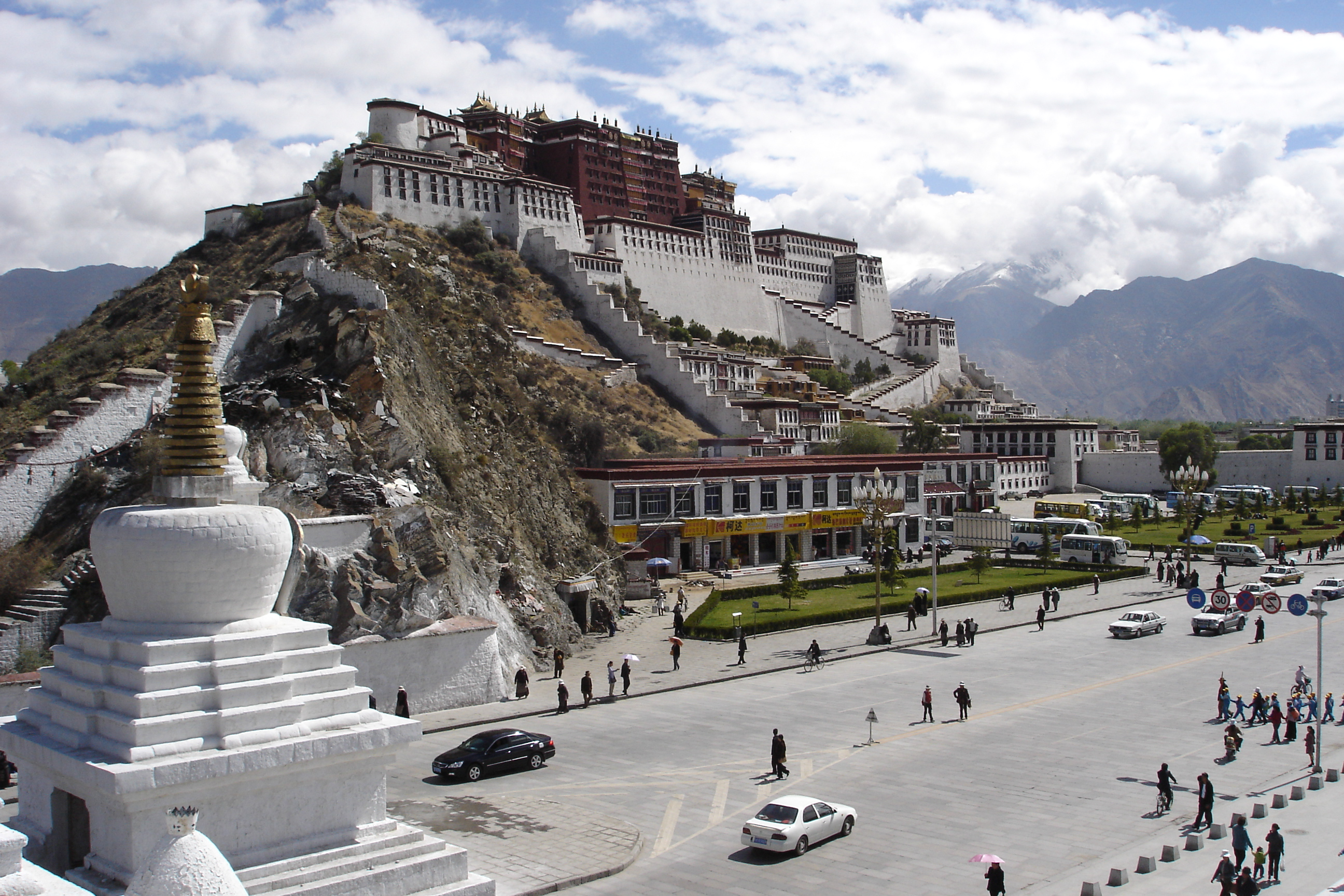
Le palais du Potala, symbole du pouvoir central de Lhassa pendant trois siècles

L'organisation traditionnelle, telle qu'elle était appliquée dans le Tibet central sous administration de Lhassa, était fondée sur une structure fortement inégalitaire, dominée par une élite aristocratique héréditaire constituée d'environ deux cents familles des provinces de Ü et de Tsang, qui représentaient environ 5 % de la population. Les 95 % restants étaient constitués de paysans sédentaires ou semi-nomades et de pasteurs transhumants, ainsi que d'artisans, de commerçants et de professions diverses, parfois méprisées comme celles de forgeron ou de boucher. Dans les régions périphériques que le pouvoir temporel de Lhassa n'atteignait que difficilement ou pas du tout, le pouvoir était le plus souvent exercé directement par les seigneurs ou les monastères locaux.
Les vallées étaient le domaine des paysans sédentaires (rong-pa), et le plateau, impropre à la culture, celui des tribus de pasteurs transhumants, purs nomades (drok-pa), ou paysans semi-nomades (sa-ma-'drok), sédentaires durant l'hiver.
Si la société tibétaine traditionnelle en vigueur jusqu'aux années 1950 présente de nombreux aspects incontestablement archaïques aux yeux d'un occidental, il en existe cependant certains, comme le statut relativement élevé accordé aux femmes et l'abolition précoce de la peine de mort, sur lesquels elle peut se comparer favorablement à la plupart des autres pays du monde.

### La propriété des terres
Selon Melvyn Goldstein, dans les régions administrées par Lhassa, les terres cultivables étaient des propriétés du gouvernement (rdzong-gzhis, gzhung-gzhis et shung-gyu-ba), des monastères (chos-gzhis) ou de l'aristocratie (sger-gzhis),.
Les terres des domaines appartenant aux monastères ou aux aristocrates comprenaient le plus souvent une partie allouée par le propriétaire à des familles pour qu'elles la cultivent (khral rten), et une réserve que celui-ci gérait directement et dont il conservait la totalité des revenus (phyag 'debs), la culture en étant assurée gratuitement par le biais des corvées (ula). Le domaine que le propriétaire se réservait couvrait généralement entre la moitié et les trois quarts de la superficie totale,,.
Chaque famille à qui une terre était allouée devait en contrepartie verser des taxes en nature et fournir gratuitement des services (corvée), comme le travail des terres que le propriétaire s'était réservées, ou l'obligation d'assurer le transport des fonctionnaires qui traversaient le domaine (sa tshig). Une telle famille dite « tributaire » (khral-pa), obtenait ainsi des droits sur les terres, mais également sur tout ce qui s'y trouvait, villages, fermes et tribus nomades compris. La terre restait attachée de manière héréditaire à la famille. Cela entraînait fréquemment des pratiques de polyandrie qui permettaient de conserver les terres non morcelées,,,.
Une vision alternative du système de propriété tibétain est présentée par l'anthropologue Rebecca Redwood French. Selon elle, le système traditionnel reposait sur trois niveaux de propriété : au sommet, le droit fondamental sur l'ensemble des terres était détenu par le dalaï-lama et le gouvernement ; à la base, les paysans (khral-pa) détenaient un droit réel et stable sur leurs terres, matérialisé par un document appelé dantsik ; enfin, un niveau intermédiaire pouvait s'insérer entre le gouvernement et les paysans, celui du domaine, qui ne correspondait pas à une propriété réelle, mais à un titre secondaire donnant droit à la perception de taxes.
Selon l’ethnologue français Michel Peissel, la moitié des paysans tibétains possédaient des terres en bien propre. Cette catégorie de la population était la seule à payer des impôts à l’état tibétain. Comme cet impôt lié à la propriété terrienne était rarement acquitté en argent, et le plus souvent en service, les Chinois prétendaient que tous les paysans tibétains étaient des « serfs ». Les paysans tibétains avaient la liberté de faire ce qu’ils souhaitaient de leurs terres, leurs uniques obligations étaient de payer l’impôt sur la terre, en espèces ou en services. Les paysans qui ne possédaient pas de terre n’avaient pas d’obligation à payer l’impôt, bien qu’ils puissent être redevables d’un loyer pour des terres appartenant à d’autres paysans[citation nécessaire].   
Selon Liu Zhong, dans un petit nombre de domaines, une forme ancienne d'exploitation, antérieure à l'apparition du système féodal, demeurait en vigueur. Le travail des terres, toujours effectué gratuitement, ne l'était pas sous le régime de la corvée par les familles khral-pa, mais sous un régime d'esclavage par des nang-gzan qui appartenaient au propriétaire du domaine, et à qui celui-ci fournissait logement, nourriture et vêtements, le plus souvent de façon sommaire.
Il existait également quelques villages où le système féodal n'avait jamais été mis en pratique, et où la seule obligation des habitants était leur contribution financière au gouvernement local,.
Les familles nomades n'étaient pas propriétaires des terres qu'elles utilisaient, mais en revanche étaient propriétaires de leurs troupeaux et de leurs tentes.

### Les catégories de populations

#### L'aristocratie
Selon le gouvernement chinois, l'aristocratie représentait environ 5 % de la population.
Les familles d'aristocrates avaient l'obligation de fournir des fonctionnaires à l'administration et à l'armée. Les fonctionnaires n'étaient pas payés, mais ils recevaient en contrepartie des domaines qu'ils faisaient fructifier à leur guise.
La propriété de ces domaines était assurée à la famille de façon héréditaire tant qu'elle était en mesure de fournir un fils à l'État. Lorsque ce n'était pas le cas, la situation se réglait par le mariage de l'une des filles, le mari prenant alors le nom de sa famille d'adoption.
A contraire de la situation en Chine et en Orient, il n'y avait pas d'eunuque à la cour des rois et des princes tibétains

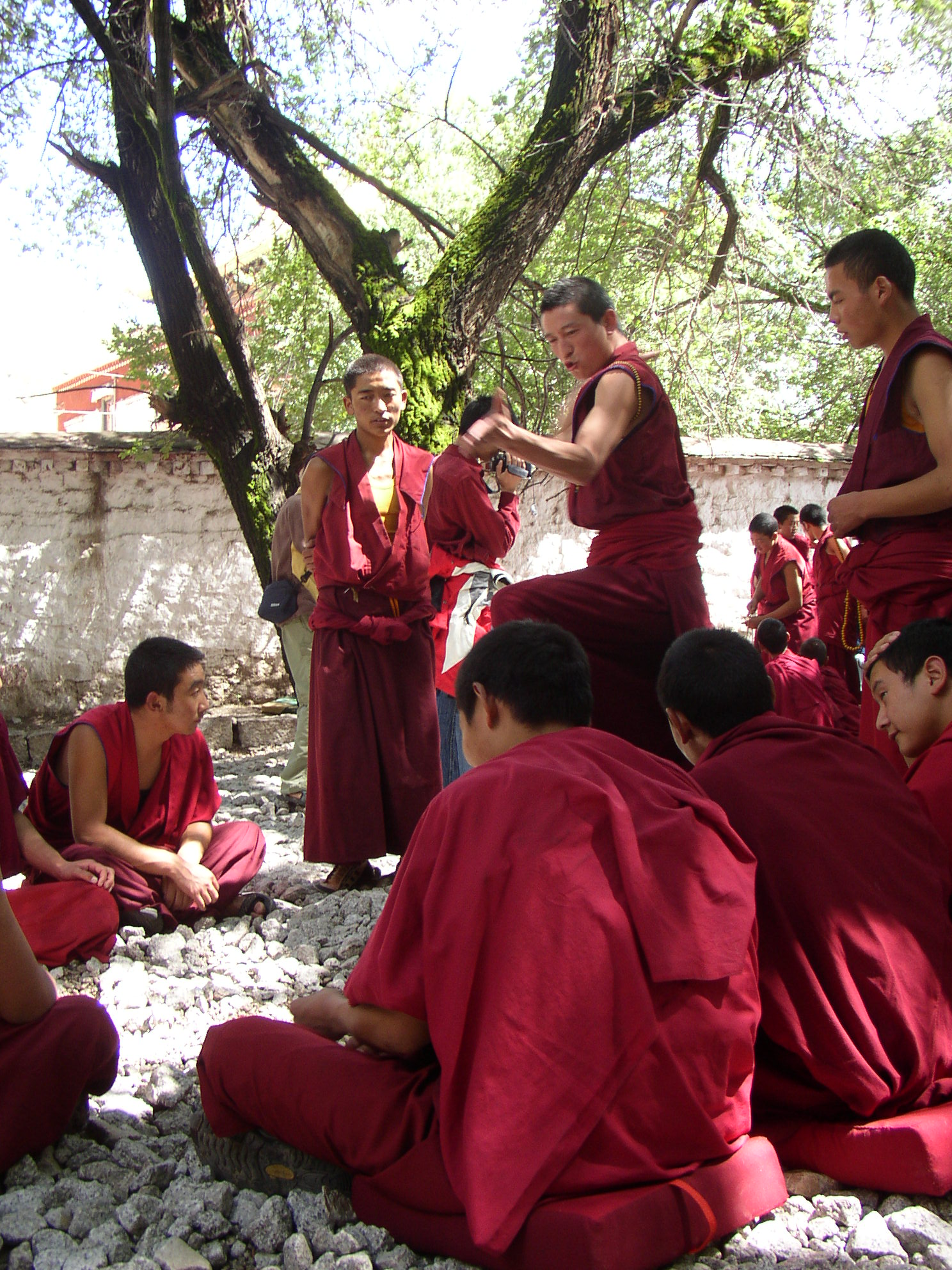
Débat entre jeunes moines bouddhistes au monastère de Séra

#### Le clergé
Selon Melvyn C. Goldstein, il constituait la base du système théocratique, dont le pouvoir reposait sur l'idée de la supériorité du développement spirituel sur les activités laïques. Il était constitué d'hommes pour sa grande majorité, et d'un faible pourcentage de nonnes. Les trois monastères les plus importants, Drepung, Séra et Ganden, situés à proximité de Lhassa, ainsi que celui de Tashilhunpo situé à Shigatse, détenaient un pouvoir considérable ; des centaines d'autres sur tout le territoire tibétain leur étaient affiliés. Ils constituaient en eux-mêmes de véritables villes, avec leurs milliers de moines : jusqu'à 10 000 pour Drepung, 7 000 pour Séra, 5 000 pour Ganden et 5 000 pour Tashilhunpo,. De source chinoise, le clergé représentait en 1951 environ 10 % de la population du Tibet central, avec environ 100 000 moines et nonnes, et en 1959 environ 15 % de la population. Le gouvernement tibétain en exil, quant à lui, donne le nombre de 592 000 moines et nonnes en 1959 sur une population de 6.3 millions, dans les 6 259 monastères de toutes les régions tibétaines.
Selon Melvyn C. Goldstein, pour les familles tibétaines, placer un de leurs fils - généralement le deuxième - dans un monastère pouvait être, selon leur statut et la région où elles vivaient, une obligation dans le cadre du régime des corvées, mais c'était aussi pour elles un moyen d'acquérir du mérite, et de donner à leur fils l'opportunité d'un plus grand développement spirituel et d'une meilleure vie dans sa réincarnation suivante. D'autre raisons pouvaient aussi intervenir, comme une mauvaise santé de l'enfant ou des difficultés économiques et sociales de la famille.

#### Les fonctionnaires
Tous les postes administratifs dépendant du dalaï-lama étaient tenus par un nombre égal de fonctionnaires laïques et ecclésiastiques. Si les postes laïques étaient tenus exclusivement par des membres des familles aristocratiques, les postes ecclésiastiques étaient ouverts à tous, sans distinction d'origine sociale, ni d'origine géographique, même à ceux venant des régions périphériques les plus éloignées du Kham et de l'Amdo.

#### Lesmi ser
La plus grande partie de la population était constituée de mi ser ; certains traduisent ce terme par « serfs » (notamment l'anthropologue américain Melvyn Goldstein et le parti communiste chinois), ce qui n'est pas le cas de tous les auteurs,,,,,.
Les  mi ser possédaient une identité légale distincte, ce qui différenciait leur statut de celui d'un esclave, mais leur lien de dépendance restait héréditaire : un garçon appartenait au domaine auquel était lié son père, et une fille à celui auquel était liée sa mère. Ils avaient en commun l'obligation de fournir un travail gratuit au propriétaire du domaine auxquels ils appartenaient. Leurs divers statuts différaient principalement par le degré de liberté dont ils disposaient vis-à-vis du propriétaire du domaine, et par la quantité de travail gratuit qu'ils devaient fournir.
Les khral-pa, présentés plus haut, en constituaient la catégorie la plus aisée. De source chinoise, ils représentaient environ un quart de la population en 1959. La seconde catégorie était constituée de dud chung (ou « petits foyers »), qui ne disposaient pas de terres en propre et ne payaient pas de taxes. Contrairement aux khral-pa, leurs obligations portaient sur chaque individu, et non sur la famille.
Les dud chung se répartissaient en deux catégories selon leur liberté de mouvement :
- d'une part, ceux qui, grâce à un statut particulier dit de « bail humain » (mi bogs), pouvaient se déplacer à leur guise et travailler n'importe où et pour n'importe qui ; en contrepartie, ils étaient obligés de verser au propriétaire de leur domaine d'origine une taxe annuelle en espèces, et souvent de lui fournir également quelques jours de corvée ; ils représentaient environ un quart de la population[32] ;
- d'autre part, ceux qui restaient physiquement attachés au domaine, et travaillaient comme ouvriers agricoles pour le compte du khral-pa dont ils dépendaient, ou le plus souvent lui louaient une terre qu'ils cultivaient eux-mêmes[54] ; ils ne payaient pas de taxes, mais étaient soumis à la corvée ; ils représentaient un peu plus de 5 % de la population[32].

Si, comme on l'a vu plus haut, la polyandrie était fréquente dans les familles de  khral-pa, afin de maintenir l'intégrité des terres, il n'en était pas de même pour les dud chung, chez qui la monogamie était la règle.

#### Les nomades
Le plateau tibétain, situé à plus de 4000 mètres d'altitude et impropre à la culture, constitue le territoire des populations nomades. Ils élèvent principalement des yaks et des moutons, pour leur usage personnel, mais également pour la vente de la viande, du beurre, du musc, des peaux et de la laine. Ce mode de vie remonte loin dans le passé de la civilisation tibétaine, et fut même celui des souverains tibétains qui préféraient la vie sous la tente durant l'été. Certains (les sa-ma-'drok) passent l'hiver dans des villages de vallée, et l'été sur les hauts plateaux avec leurs troupeaux. D'autres (les drok-pa) vivent en permanence sur les hauts plateaux. Ces derniers, notamment ceux, les plus nombreux, vivant dans les régions de l'Amdo et du Kham, ont conservé longtemps une grande indépendance, ce dont ils étaient particulièrement fiers, vis-à-vis des gouvernements de Lhassa et de la Chine qui pensaient contrôler les régions où ils vivaient. C'était notamment le cas des tribus goloks de la région de l'Amnye Machen dans l'Amdo, dont la réputation - souvent méritée - de bandits de grands chemins les faisait redouter des caravaniers et des voyageurs,. De source chinoise, les nomades constituaient en 1959 environ 20 % de la population. Des estimations plus récentes donnent le chiffre total de 2,25 millions en 2006.

#### Les esclaves
L'exploratrice Alexandra David-Néel considère en 1953, qu'une sorte d'esclavage assez bénin subsistait encore, dans les années 1950, dans maintes parties du Tibet. Attachés à une famille particulière, les esclaves en constituaient une grande partie de la domesticité. Cet esclavage, qui n'était pas légal, reposait sur la coutume, laquelle, au Tibet, avait force quasiment de loi. Selon le China Internet Information Center, ce statut se transmettait de façon héréditaire au sein des quelques domaines, propriétés de monastères et d'aristocrates, qui pratiquaient encore l'esclavage. Il pouvait aussi être la conséquence de l'impossibilité de rembourser ses dettes, qui se transmettaient de génération en génération. Selon Stéphane Gros, certains Tibétains se procuraient des esclaves auprès de populations voisines, comme les Derung du nord-ouest du Yunnan, qui payaient ainsi tribut, ou qui les échangeaient contre des biens,. Selon Melvin Goldstein, les serviteurs attachés de façon héréditaire au seigneur (les nangsen) constituaient moins de 5 % de la population tibétaine. En 1959, le gouvernement chinois, selon A. Tom Grunfeld, donnait la répartition suivante : noblesse 5%, clergé 15%, nomades 20%, serfs 60% (dont 45% devant s’acquitter de redevances, 45% sous « bail humain » et 10% divers). En 2009, l'historiographie officielle chinoise fixe le pourcentage de la population serve et esclave à 95 % de la population totale, les khral-pa et les dud chung représentaient 90 % de la population, et les nangsen 5 %, le statut de ces derniers étant celui d’esclave et non de serf. Le journaliste Thomas Laird conteste le chiffre de 95% de Tibétains et estime à 30 % de la population le nombre de paysans jouissant de terres et s'acquittant de redevances en nature et de corvées dues au gouvernement, à un monastère ou à des nobles, également à 30 % le taux de serfs sans terres mais inféodés à une famille aristocratique, à un monastère ou au gouvernement
Selon Katia Buffetrille, tibétologue et ethnologue à l'École pratique des hautes études, le terme d'« esclave » est impropre dans le Tibet d'avant 1949 ; si le système n'était pas idéal, il n'était en rien esclavagiste.

### L'économie

#### Les moyens de paiement
Depuis le XVIIe siècle, les pièces de monnaie utilisées au Tibet étaient frappées au Népal, mais, en raison de leur raréfaction au cours de la deuxième moitié du XVIIIe siècle, la décision fut prise de frapper la monnaie tibétaine au Tibet. Cette décision se concrétisa en 1792 par la première émission réussie de pièces d'argent, sur le modèle des pièces népalaises, mais avec des inscriptions en tibétain. Deux versions différentes des conditions d'émission des premières pièces coexistent : selon la version tibétaine, les officiels tibétains se sont inspirés des méthodes de frappe pratiquées à Calcutta, après une visite en Inde sous contrôle britannique ; selon la version chinoise, la frappe des monnaies a été effectuée à l'initiative du gouvernement central chinois qui a envoyé des ouvriers spécialisés au Tibet, les premières pièces ayant été produites sous supervision chinoise.

#### Les routes commerciales
La ville de Lhassa est traditionnellement le point central où se rejoignent les diverses routes commerciales entre le Tibet et les pays voisins. Au XVIIe siècle, il en existe quatre importantes, :
- la route népalaise permet la communication, au-delà du Népal, avec l'Inde et le reste du monde ; elle permet d'exporter principalement le musc, l'or, la laine, les plantes médicinales et les fourrures, et d'importer les produits alimentaires, armes, outils et ustensiles divers que le Tibet ne produit pas ; les pièces de monnaie tibétaines proviennent également, jusqu'à la fin du XVIIIe siècle, du Népal, qui en assure la frappe en échange de lingots d'argent ;
- la route du Ladakh permet principalement d'approvisionner ce pays en thé chinois ; la partie occidentale de cette route permet également d'exporter depuis la région de Ngari le duvet des chèvres tchang-ra des hauts plateaux (pashmînâ) qui servira à la fabrication du cachemire ;
- la route de Xining, de plus de 2 100 km, permet d'exporter vers la Chine de nombreux produits tibétains comme l'or, les fourrures, la laine, le musc, les plantes médicinales, ainsi que les produits arrivant de pays lointains par le Népal, comme l'ambre ou le corail, et d'importer en échange des produits chinois, dont le thé, la soie, la porcelaine, des outils et ustensiles divers, des produits alimentaires et les lingots d'argent servant à la frappe au Népal des pièces de monnaie utilisées au Tibet ;
- la route du Sichuan relie, en traversant 14 chaînes de montagnes, Lhassa à Tatsienlu (2 753 km) et à Chengdu (498 km supplémentaires) ; elle deviendra aux XIXe et XXe siècles la route la plus importante pour le commerce du thé entre la Chine et le Tibet.

### Le système juridique
Le système légal tibétain, tel qu'il s'est appliqué jusqu'aux réformes chinoises mises en œuvre à partir de 1959, date du XVIIe siècle. Il est principalement basé sur un texte connu sous le nom de « Code en 13 articles », écrit aux environs de 1679 par Sangyé Gyatso, régent du 5e dalaï-lama Lozang Gyatso (surnommé « le Grand Cinquième »). Ce texte est largement inspiré, par sa forme comme par son contenu, d'un code précédent en 16 articles qui avait été rédigé quelques décennies auparavant à la demande de Karma Tenkyong Wangpo, quatrième roi du Tsang. Ce code était issu de la compilation des lois et des règles coutumières, écrites ou orales, appliquées dans les diverses régions du Tibet ainsi qu'en Mongolie et au Bhoutan,.
Dans la pratique traditionnelle, les Tibétains privilégient la conciliation et ne font appel qu'en dernière extrémité aux voies légales formelles. Si le coût et la longueur des procédures peuvent entrer en ligne de compte, la raison principale invoquée est la mauvaise image des conflits, qui sont considérés comme la manifestation de sentiments ou d'attitudes incorrects - comme l'envie, la colère, l'orgueil ou l'ignorance - et peuvent avoir un effet négatif sur le karma. Cette pratique se retrouve aussi bien dans les affaires civiles que dans les affaires pénales autres que les crimes graves, lorsque les victimes ont pu découvrir par elles-mêmes le coupable et recueillir les preuves de sa culpabilité,.
Les crimes graves ne sont pas traités au niveau de la communauté locale, et doivent être signalés au gouvernement central. Cette catégorie comprend notamment l'empoisonnement, le meurtre, la trahison, l'incendie volontaire, le vol, la participation à une manifestation violente, les blessures graves à autrui, ainsi que les actes importants de sorcellerie ou de magie noire.

#### Les peines
En cas de procédure légale, les peines infligées incluent fréquemment des compensations financières versées aux victimes et à leurs proches. En particulier, des tables (tong) intégrées au code légal définissent le montant que doit verser le coupable d'un meurtre, selon la catégorie de population à laquelle appartient la victime. Neuf catégories de population sont ainsi définies, allant du dalaï-lama aux catégories inférieures où l'on trouve notamment les bouchers, les forgerons et les bourreaux,,.
Dans ce système, les juges ont une grande latitude dans la détermination des peines. En règle générale, le code ne prévoit pas de peine précise pour chaque crime ou délit. Chaque affaire est traitée de façon individuelle, les différents facteurs, notamment l'importance du préjudice, les circonstances du crime ou du délit, les positions sociales des parties, la qualité des preuves, les circonstances atténuantes éventuelles, les causes et motivations des actes, étant pris en compte pour déterminer la peine la plus adaptée,.
Avant qu'elles ne soient abolies en 1898 par le 13e dalaï-lama Thubten Gyatso en même temps que la peine de mort, des peines de mutilation, comme la section du tendon d'Achille, l'amputation de la langue, d'un pied ou d'une main, ou l'énucléation, pouvaient être prononcées à l'encontre des auteurs des crimes les plus graves,. Des témoignages indiquent cependant que de telles peines ont encore été appliquées au XXe siècle.

### Le système éducatif
Trois modes d'enseignement collectif coexistaient au Tibet : l'enseignement bouddhiste assuré dans les monastères, l'enseignement officiel organisé par le gouvernement tibétain et enfin l'enseignement privé,. 
L'enseignement des métiers manuels s'effectuait le plus souvent par transmission de père en fils, mais également par formation interne au sein des ateliers.
Bien que l'on ne dispose pas de statistiques précises sur le nombre d'écoles et le nombre d'élèves au sein des monastères bouddhistes, il est cependant certain que cette forme d'enseignement était largement prépondérante, mais qu'elle ne prenait en charge qu'une partie des enfants tibétains, ceux qui y étaient envoyés par leurs parents pour devenir moines,, ; le chiffre de moins de 2 % d'enfants scolarisés avancé par des sources chinoises paraît néanmoins caricatural, la simple proportion de moines et de nonnes dans la population étant beaucoup plus élevée. Ces écoles donnaient aux élèves, aux jeunes moines et nonnes bouddhistes, une formation religieuse, philosophique et artistique, et leur enseignaient également la lecture et l'écriture de la langue tibétaine, ainsi que les bases de la médecine tibétaine traditionnelle et du calendrier tibétain.
L'enseignement officiel, organisé par le gouvernement tibétain autour de trois centres principaux, était destiné essentiellement à la formation des futurs cadres du pays, à celle des médecins et des spécialistes du calendrier astronomique. L'école de Tse, située au sommet du Palais du Potala et fondée par le 7e dalaï-lama Kelzang Gyatso, formait les cadres du gouvernement. Les diplômés de cette école qui désiraient travailler dans la fonction publique devaient suivre un enseignement plus poussé dans une école religieuse. Les fonctionnaires laïcs étaient principalement formés à l'école de Tse. Selon le gouvernement chinois, les futurs cadres étaient pratiquement tous issus de familles nobles, alors que les études médicales étaient ouvertes à tous.

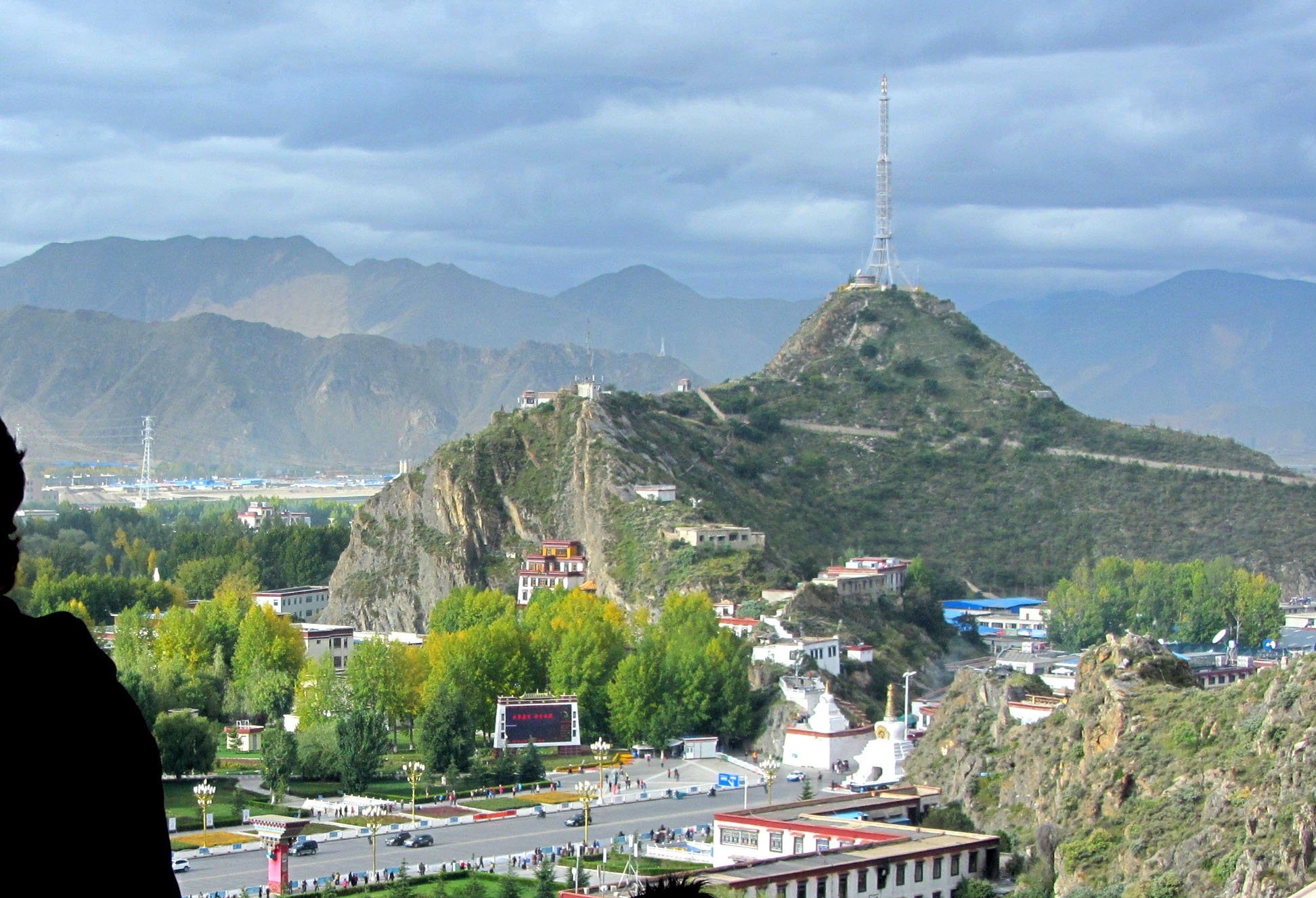
Le site du Chakpori en 2013

Selon des sources chinoises, il existait une seule école de formation des cadres destinée aux laïcs, sise à Lhassa, qui comptait une vingtaine d'élèves, et deux écoles destinées aux religieux, l'une à Lhassa, et l'autre à Shigatse. L'enseignement des futurs cadres laïcs comprenait l'étiquette, la grammaire et l'écriture de la langue tibétaine, la composition des documents officiels et les techniques de calcul et de recouvrement des taxes. L'enseignement des futurs cadres religieux comprenait les cérémonies religieuses, les écritures et objets bouddhistes, la grammaire tibétaine, la composition des documents officiels et les mathématiques,.
L'enseignement destiné aux futurs spécialistes de la médecine et du calendrier astronomique tibétains était délivré par plusieurs écoles, notamment l'Institut Chakpori de médecine tibétaine fondé au XVIIe siècle par le 5e dalaï-lama Lobsang Gyatso et son régent Sangyé Gyatso, qui fut détruit en 1959 par l'armée chinoise, ainsi qu'au Men-Tsee-Khang de Lhassa, fondé en 1916 par le 13e dalaï-lama Thubten Gyatso,,. Cet établissement sera fermé sous l'occupation chinoise, et les médecins tibétains comme Tenzin Choedrak emprisonnés.
Les familles nobles ou aisées avaient fréquemment recours à des précepteurs qui étaient chargés de l'éducation de leurs enfants à domicile. Dans les villes les plus importantes (notamment Lhassa, Shigatse, Zedang et Gyangzê), des écoles privées ont été créées. Celles-ci, au nombre d'une dizaine dans les années 1840, se sont multipliées pour atteindre la centaine sous la République de Chine. La ville de Lhassa comptait au moins une vingtaine d'écoles privées renommées, comme Dakang ou Gyiri,,.

### Les rites funéraires
Les rites funéraires pratiqués par les Tibétains varient selon les contraintes imposées par la nature du lieu et son climat, mais également selon la qualité du défunt. Le corps du défunt se dissout dans l'un des quatre éléments : les funérailles célestes pour l'air, les funérailles de l'eau pour l'eau, la crémation pour le feu et l'enterrement pour la terre.
La pratique des enterrements est peu fréquente. La nature du sol, souvent très dur, en est la raison principale, mais la conviction que cette pratique entrave la réincarnation des défunts est parfois invoquée. Selon une source en effet, elle serait réservée aux criminels, et aux personnes décédées de maladies contagieuses, pour lesquelles les autres rites funéraires ne sont pas envisageables.
De même, dans les régions de haute altitude où le bois est rare, la crémation n'est employée que pour les lamas et les personnalités, à l'exception toutefois des plus hauts dignitaires religieux dont le corps est conservé par embaumement.
Les rites funéraires les plus courants mettent en pratique le principe bouddhique de charité, qui conduit les Tibétains à offrir leur corps aux poissons ou aux vautours. On distingue ainsi deux types de funérailles :
- les funérailles de l'eau, pratiquées uniquement dans certains cas particuliers, certaines sources mentionnant les mendiants, veufs, veuves et autres Tibétains les plus pauvres[100] ;
- les funérailles célestes ou sépultures de l'Air, pour la majorité de la population.

Ce dernier rite se pratique encore dans quelques centaines de sites sacrés au Tibet. Les officiants en sont les ragyapa, caste tibétaine spécialisée dans ces fonctions. Ces derniers, après avoir placé le corps du défunt sur un rocher sacré, le dissèquent, puis broient ses os, qu'ils mélangent parfois avec de la tsampa, laissant les vautours, souvent rejoints par des chiens sauvages, se charger de l'élimination des restes funéraires.
Les populations nomades, ou celles qui ne pouvaient pas s'offrir ce rituel funéraire coûteux, avaient coutume de déposer simplement les morts sur des rochers élevés, en les laissant à la disposition des prédateurs sauvages, comme les chiens ou les oiseaux.

## Transformations sociales

### Premières réformes chinoises
Dès 1907, des mesures d'abolition du servage et de remplacement par du travail rémunéré sont décidées dans le Kham oriental, sous administration chinoise de la dynastie Qing, par Zhao Erfeng, vice-roi par intérim de la province du Sichuan. Cependant, cet affranchissement des populations n'aboutit finalement qu'à un transfert des obligations, la corvée due aux seigneurs locaux étant dans les faits remplacée par une corvée due aux autorités chinoises.

### Réformes du gouvernement de Lhassa

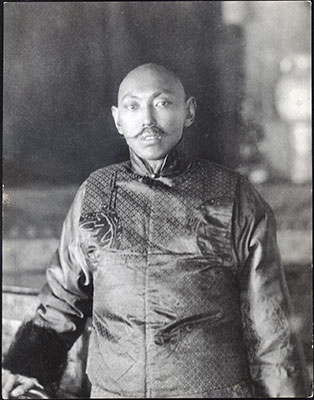
Le 13e dalaï-lama Thubten Gyatso vers 1910 à Calcutta.

La décision du 13e dalaï-lama Thubten Gyatso d'augmenter le budget militaire l'amène à rechercher de nouvelles sources de revenus pour l'État. Le Bureau d'enquêtes sur les revenus créé en 1920-1921 décide ainsi de réformes de la fiscalité au détriment des propriétaires de domaines, notamment par le versement direct des taxes à l'État, ou le réexamen des bases d'imposition. Selon l'historien Laurent Deshayes, il met également fin à la transmission héréditaire des charges administratives.
Thubten Gyatso crée une nouvelle unité monétaire tibétaine, le srang. À partir de 1931, de nouvelles pièces (les tamka) viennent compléter celles déjà en usage, pour la plupart non tibétaines, et des billets de 5, 10, 25, 50 et 100 srang sont émis. Ces pièces et billets resteront en usage jusqu'au remplacement de la monnaie tibétaine par la monnaie chinoise en 1959,.
La tentative de généraliser l'enseignement primaire voulue par Thubten Gyatso date de son retour d'exil en Inde, après la chute de la dynastie chinoise Qing en 1911. Il décide alors d'instituer un enseignement obligatoire de la langue tibétaine pour tous les enfants âgés de 7 à 15 ans, mais se heurte à l'opposition des monastères. Il établit pour la première fois une école anglaise à Gyantsé, qui ouvre en novembre 1923 et fonctionne pendant trois ans jusqu'à sa fermeture en 1926, selon Yangdon Dhondup sous la pression des factions conservatrices du clergé. C'est la fin de l'enseignement officiel de l'anglais mais quelques familles d'aristocrates continuent à envoyer leurs enfants poursuivre leurs études en Inde,. Sous l'impulsion du régent Tagdrag, une autre tentative d'ouverture d'une école anglaise a lieu à Lhassa en 1944, mais elle ne fonctionnera que pendant six mois en raison de l'opposition véhémente des monastères,.
En 1944, le gouvernement de Lhassa, sous la régence de Tagdrag, prend la décision d'annuler les arriérés des prêts sur les grains, ce qui provoque le mécontentement des grands propriétaires terriens, aussi bien laïcs que religieux. Deux collèges du monastère de Séra essaieront même de prélever de force les intérêts, ce qui entraînera la destitution des deux abbés, le préfet du district de Lhünzhub ayant été frappé à mort lors de cette opération,.
En 1951-1952, le 14e dalaï-lama Tenzin Gyatso, qui a finalement décidé de rester à Lhassa après l'intervention chinoise et la signature forcée de l'accord en 17 points, met en place un Secrétariat aux Réformes avec l'objectif d'alléger les charges auxquelles sont soumis les Tibétains les plus pauvres, en particulier la transmission héréditaire des dettes. Ces tentatives de réformes resteront lettre morte, face aux choix politiques du gouvernement chinois pour qui la solution est dans la collectivisation des terres,.

### Réformes de la République populaire de Chine

#### De 1951 à 1959
Des écoles primaires publiques sont créées, d'abord à Lhassa en 1952, puis progressivement dans d'autres villes. La première école secondaire publique ouvre à Lhassa en septembre 1956. Le nombre d'écoles primaires publiques atteindra 98 en 1957, pour 6 360 élèves, et l'enseignement dans le premier cycle du secondaire concernera 700 élèves. Cette même année, une réorganisation destinée officiellement à améliorer la qualité de l'enseignement réduira le nombre d'écoles primaires à 13, pour 3 460 élèves.  À la fin de l'année 1959, on comptera 462 écoles primaires au Tibet, dont 450 privées et 12 publiques, pour 16 300 élèves, dont 13 000 dans les écoles privées et 3 300 dans les écoles publiques. Les deux écoles secondaires compteront 342 élèves et 42 professeurs,.
L'abolition du servage s'effectue progressivement dans le Kham, parallèlement à la mise en place de la réforme agraire et de la collectivisation des terres, à partir de 1954. Contrairement aux attentes des communistes, ces mesures n'ont aucun effet positif, mais entraînent au contraire une baisse importante de la production, aussi bien pour la culture que pour l'élevage, ce qui conduira à des famines chez les paysans et les nomades.

#### Après 1959
Après le départ en exil du dalaï-lama en mars 1959, le gouvernement chinois met en œuvre une politique plus radicale dans le Tibet central. Selon l'Office d'Information du Conseil des affaires de l'État de la RPC, sont ainsi abolis « la propriété agraire des propriétaires de serfs et les liens de dépendance entre les propriétaires et les serfs, les codes de l'ancien Tibet, les châtiments barbares, le système théocratique et les privilèges féodaux des monastères ».
Cependant, les nouvelles formes d'organisation du travail mises en place sous Mao Zedong, et surtout pendant la période de la Révolution culturelle, ne feront souvent que remplacer une forme d'oppression - celle des monastères et de l'aristocratie - par une autre - celle de l'État. La particulière dureté des conditions de travail touche alors en premier lieu les activités rurales, et plus particulièrement la vie des nomades, mais également d'autres domaines comme les grands travaux ou les mines transformées en camps de travail.

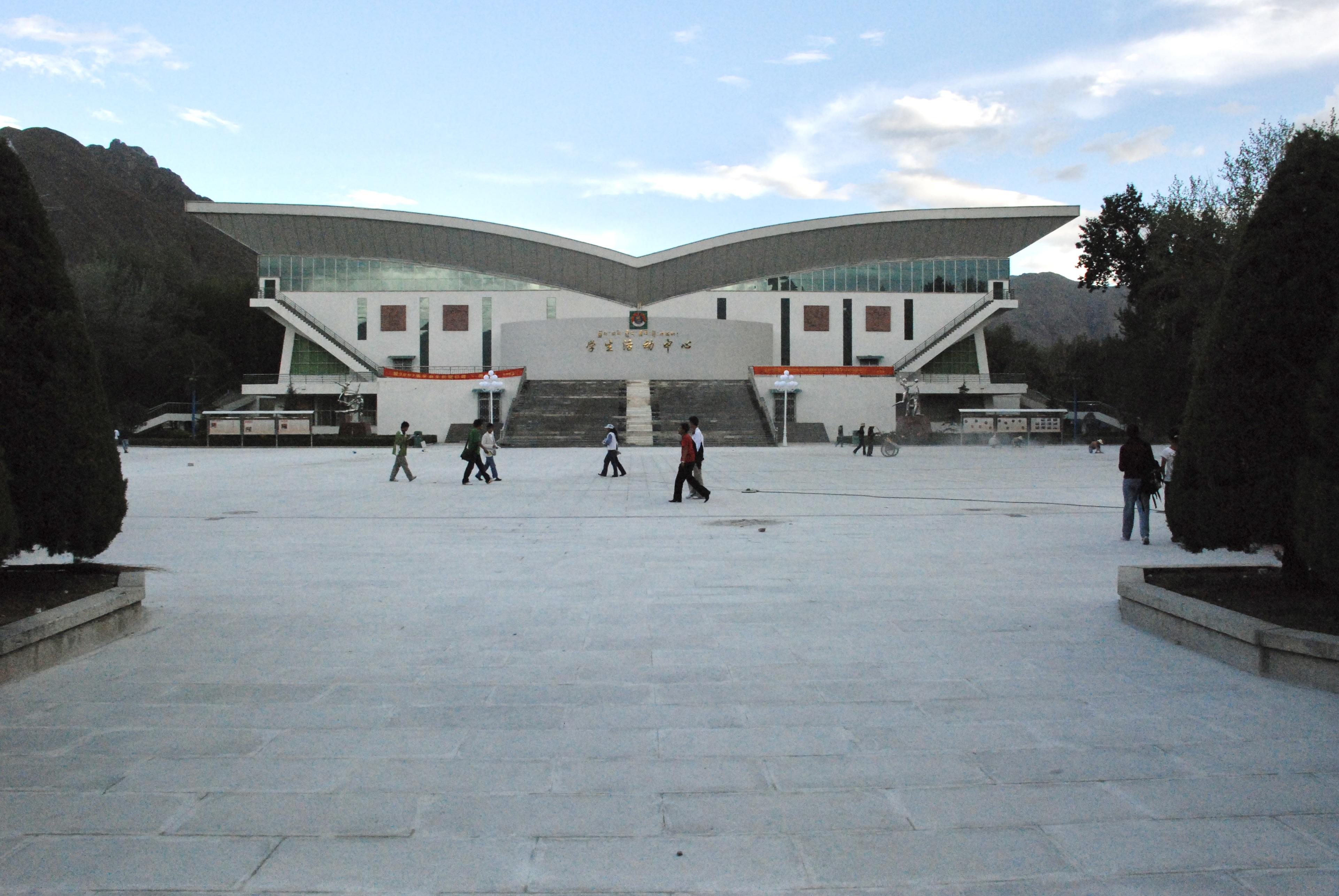
Auditorium de l'Université du Tibet (2007)

Dans le domaine de l'enseignement, le gouvernement encourage les Tibétains à créer des écoles primaires avec leurs propres fonds, en complément des écoles gouvernementales. En 1965, le nombre d'écoles primaires dépasse 1800, sur lesquelles environ 80 sont publiques, toutes les autres étant privées. Le nombre total d'élèves est alors de plus de 65 000, dont environ 10 000 dans les écoles publiques, et le nombre de professeurs de près de 2 500, dont un peu plus de 500 dans les écoles publiques. Les quatre écoles secondaires forment quant à elles un millier d'élèves. La qualité de l'enseignement délivré demeure malgré tout assez faible durant toute cette période,. Pendant la Révolution culturelle, la langue tibétaine, associée à la « superstition religieuse », disparait du programme. Après 1976, à la suite de cette période désastreuse qui a vu la ruine d'une grande partie du travail antérieur, un effort particulier est engagé en faveur de la qualité de l'enseignement.
En 1985, la création de l'Université du Tibet, dotée à l'origine d'enseignements de littérature et de langue tibétaine, chinoise et anglaise, d'histoire, d'art, de médecine tibétaine et de physique-chimie, dote la région autonome d'un troisième établissement d'enseignement supérieur, après l'Institut des ethnies minoritaires du Tibet et l'Institut d'agriculture et d'élevage du Tibet,. L'Institut de médecine tibétaine, d'abord intégré à l'Université du Tibet, devient un établissement indépendant d'enseignement secondaire spécialisé en 1989, et un établissement universitaire en 1993.

## La société tibétaine au sein de la RPC

### Les populations rurales

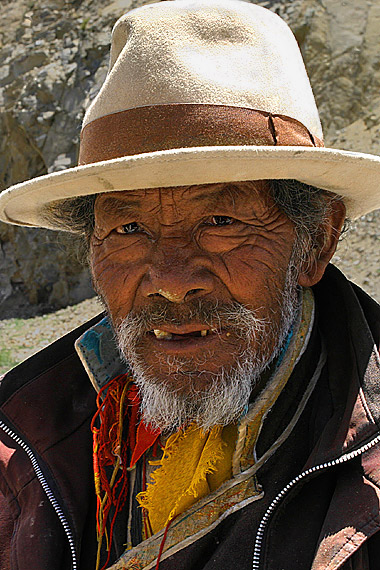
Pasteur tibétain

Selon le gouvernement tibétain en exil, les mesures liées à la collectivisation qui ont été introduites entre 1950 et 1959 n'ont tenu aucun compte de la culture et des traditions tibétaines. Il cite notamment l'obligation faite aux populations nomades de se sédentariser, la transformation des pâturages en terres de culture, ou le remplacement de l'orge par le blé d'hiver. Il affirme que toutes ces mesures ont entraîné un déclin des conditions de vie des Tibétains, ce qu'aurait reconnu en 1980 le Secrétaire général du Parti communiste chinois, Hu Yaobang. Des mesures de décollectivisation ont alors été introduites, entraînant une amélioration des conditions de vie,, ainsi que des libertés sociales et religieuses.
Depuis 2000, le gouvernement met en œuvre une politique active de sédentarisation des populations nomades dans de nombreuses zones pastorales tibétaines. Les objectifs avancés sont de deux ordres : d'une part la protection de l'environnement dans des zones écologiquement fragiles, et d'autre part l'amélioration des conditions de vie des populations locales. Cette politique se concrétise notamment par la limitation du nombre de têtes de bétail autorisées à chaque famille, l'installation de clôtures, le reboisement, et fréquemment le transfert forcé vers de nouveaux logements, à l'intérieur ou à proximité de zones urbaines. Elle entraîne souvent une dégradation des conditions de vie des populations locales, lorsqu'un revenu de remplacement suffisant ne vient pas compenser la perte de leur autonomie antérieure.

### Les populations urbaines
Selon des statistiques chinoises, la région autonome du Tibet comptait 2,84 millions d'habitants en 2007, dont environ 20 % en zone urbaine. La population de la seule ville de Lhassa est passée de 35 000 en 1951 à près de 500 000 habitants résidents en 2007, dont plus de 80 % seraient d'ethnie tibétaine, auxquels il faut ajouter les non-résidents, militaires ou main-d'œuvre flottante ; bien que les statistiques officielles ne donnent pas leur nombre, ils constituent une part importante de la population, probablement autour de la moitié de la population résidente.

### Le système éducatif
En 2006, selon des sources gouvernementales chinoises, le nombre d'établissements d'enseignement dans la région autonome était le suivant :
- 890 écoles primaires et 1 568 « centres d'enseignement » avec 329 500 élèves ;
- 93 écoles secondaires « junior » avec 127 900 élèves, 13 écoles secondaires « senior » avec 37 700 élèves et 10 écoles secondaires professionnelles avec 14 775 élèves ;
- 6 établissements d'enseignement supérieur avec 23 327 élèves.

Fin 2006, seuls 49 districts sur les 73 de la région autonome assuraient l'enseignement obligatoire sur 9 années, les autres n'en assurant que 6 années.
Bien qu'il soit obligatoire pour les écoles primaires de la région autonome d'assurer l'enseignement en langue tibétaine, sauf pour les quelques écoles de zones à majorité han, ce type d'enseignement n'est assuré que dans 102 classes. Dans l'enseignement secondaire, le tibétain ne fait l'objet que de quelques cours.
En 2007, les chiffres officiels étaient les suivants :
- 884 écoles primaires et 1 237 « centres d'enseignement » avec 329 500 élèves ;
- 117 écoles secondaires avec 135 900 élèves « junior » et 44 000 (?) élèves « senior », ainsi que 10 écoles secondaires professionnelles avec 18 958 élèves ;
- 6 établissements d'enseignement supérieur avec 26 767 élèves.

### Une société duale
Les nombreux projets lancés dans le but de « développer l'économie et la société tibétaines » ont conduit à la fois à une amélioration de la situation économique globale et à un afflux de plus en plus important de Chinois au Tibet. Selon le gouvernement tibétain en exil et divers observateurs, cet afflux a conduit à la mise à l'écart économique et sociale d'un grand nombre de Tibétains,,. Il se serait ainsi créé une « société à deux vitesses », où les Chinois et les Tibétains qui se sont enrichis grâce à des postes dans le commerce ou les bureaux côtoient des Tibétains prolétarisés, chômeurs dans les villes ou éloignés de tout progrès dans les campagnes,,.

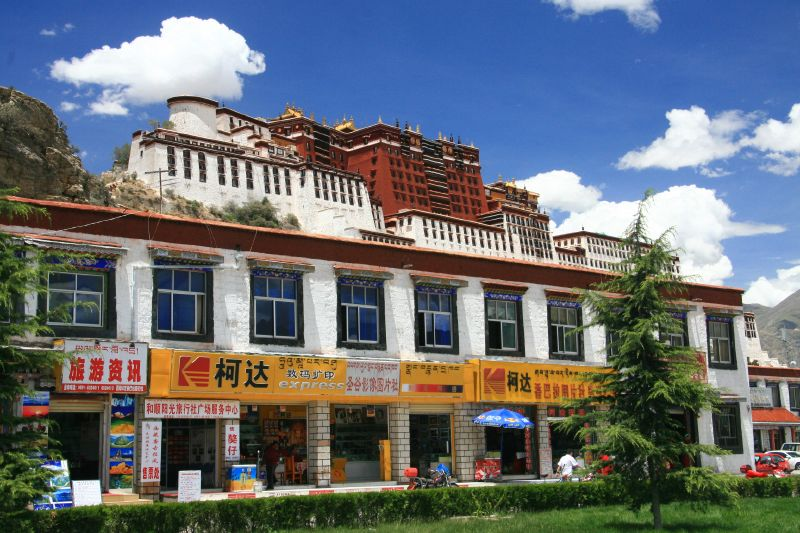
Boutiques en contrebas du palais du Potala à Lhassa

Une fraction de la population tibétaine, dont l'importance est difficile à évaluer, éprouve ainsi à l'égard des Hans un fort ressentiment, qui serait pour certains l'une des causes des troubles au Tibet en 2008. Cette thèse est reprise dans l'éditorial du 26 mars 2008 du Financial Times : « Les dangers de cette approche sont devenus évidents ces derniers jours. Loin d'être reconnaissants envers Pékin pour les bénéfices de la modernisation et le développement économique, nombre de Tibétains ont beaucoup de ressentiment à l’égard du gouvernement et des immigrés chinois hans qui ont afflué au Tibet et qui dominent le commerce. »
L'existence de deux visions différentes de la société est une autre source d'incompréhension entre les deux communautés. Elle apparaît dans ce témoignage d'étudiantes tibétaines mettant en avant la liberté religieuse, recueilli lors des émeutes de mars 2008 : « Ils nous enseignent comment devenir riche, pour eux le business est ce qu'il y a de plus important. Mais pour nous le plus important c'est la religion. Ce n'est pas dans notre mentalité d'être riche, parce que cela veut dire qu'on prend trop d'argent aux autres, et dans notre culture, les autres sont plus importants que soi-même. Les Tibétains sont certes contents d'avoir de meilleurs vêtements, mais la chose vraiment importante est la religion. On ne veut pas être riches, on veut être libres. »

## Sources
- (en) Melvyn C. Goldstein, A History of Modern Tibet, 1913-1951 - The Demise of the Lamaist State, University of California Press, 1992 (aperçu limité en ligne)

- (en) Melvyn C. Goldstein, An Anthropological Study Of The Tibetan Political System, University of Washington, 1968 (voir en ligne)

- (en) Beatrice D. Miller, A Response to Goldstein's "Reexamining Choice, Dependency and Command In The Tibetan Social System", The Tibet Journal XII No.2:65-67, 1987 (voir en ligne)

- (en) Wolfgang Bertsch, A Survey of Tibetan Paper Currency (1912-1959), Bulletin of Tibetology, Volume 32, Number 3, 1996 (voir en ligne)

- (fr) Stéphane Gros, Centralisation et intégration du système égalitaire Drung sous l’influence des pouvoirs voisins (Yunnan-Chine), Péninsule 35, 1997 (voir en ligne)

- (en) Lobsang Sangay, China in Tibet: Forty Years of Liberation or Occupation?, Harvard Asia Quarterly, Volume III, No. 3, 1999 (voir en ligne)

- (en) Gerard A. Postiglione (editor), China's National Minority Education - Culture, Schooling, and Development, Routledge, 1999 (ISBN 0815322232) (aperçu limité en ligne)

- (en) Heidi Fjeld, Nordic Institute of Asian Studies, Commoners and Nobles - Hereditary Divisions in Tibet, NIAS Press, 2005 (ISBN 9788791114175) (aperçu limité en ligne)

- (en) Barry Sautman & June Teufel Dreyer, Contemporary Tibet - Politics, Development, and Society in a Disputed Region, M.E. Sharpe, 2006 (ISBN 0-7656-1357-3) (aperçu limité en ligne)

- (en) Robert B. Ekvall, Cultural Relations on the Kansu-Tibetan Border, University of Chicago Press, 1977 (voir en ligne)

- (en) Melvyn C. Goldstein, Ben Jiao, Cynthia M. Beall, and Phuntsog Tsering, Development and Change in Rural Tibet, Problems and Adaptations, Asia Survey, Vol. 43, No. 5, pp. 758-779, 2003 (voir en ligne)

- (en) Gerard A. Postiglione (editor), Education and social change in China : Inequality in a Market Economy, Armonk (N.Y.), M.E. Sharpe, 2006, 207 p. (ISBN 0-7656-1476-6) (aperçu limité en ligne)

- (en) Ministère des Affaires étrangères de la République populaire de Chine, « Education in Old Tibet Under Feudal Serfdom », 2000

- (en) Catriona Bass, Education in Tibet : Policy and Practice Since 1950, Londres, Zed Books, 1998, 300 p. (ISBN 1-85649-674-0, lire en ligne) (aperçu limité en ligne)

- (en) Rinjing Dorje, Food in Tibetan Life, Banyan Press, 1985 (ISBN 0-907325-26-2) (aperçu limité en ligne)

- (fr) Hui Jin et Cai Rong Jizhi, Histoire de la société au Tibet, Chine, China Intercontinental Press, 1995 (ISBN 7-80113-025-1) (aperçu limité en ligne)

- (fr) Laurent Deshayes, Histoire du Tibet, Fayard, 1997 (ISBN 978-2-213-59502-3)

- (fr) Sous la direction de Edward L. Shaughnessy, La Chine, Taschen GmbH, 2007 (ISBN 978-3-8365-0064-7)

- (fr) Liu Hongji et Cering Hongzom, La vie des citadins tibétains : Rapport d'enquête sur les habitants de Lhugu à Lhasa, China Intercontinental Press, 1998 (ISBN 7-80113-469-9) (aperçu limité en ligne)

- (fr) Marc Moniez, Christian Deweirdt et Monique Masse, Le Tibet, Paris, Les Guides Peuples du Monde, Editions de l'Adret, 1999, 591 p. (ISBN 2-907629-46-8)

- (en) Françoise Pommaret (editor), Lhasa in the Seventeenth Century : The Capital of the Dalai Lamas, Leiden/Boston, Brill, 2003, 245 p. (ISBN 90-04-12866-2) (aperçu limité en ligne)

- (fr) L'Histoire du Tibet (trad. du chinois), Pékin, China Intercontinental Press, 2004, 158 p. (ISBN 978-7-5085-0551-0 et 7-5085-0551-4, lire en ligne) (aperçu limité en ligne)

- (en) Ministère des Affaires étrangères de la République populaire de Chine, « Modern Education in New Tibet », 2000

- (en) Melvyn C. Goldstein and Cynthia M. Beall, Nomads of Western Tibet - The survival of a way of life, University of California Press, 1990 (voir en ligne)

- (en) Human Rights Watch, June 2007, Volume 19, No. 8 (C), “No One Has the Liberty to Refuse” (voir en ligne)

- (en) China Tibetology No 8, On Khral-Ula Corvee System during the period of the old Local Government in Tibet (bKav-shag) (voir en ligne)

- (en) Liu Zhong, « On the K'ralpa Manors of Tibet », 2003

- (en) David Phillips, Peoples on the Move - Introducing the Nomads of the World, William Carey Library, 2001 (ISBN 0878083529) (aperçu limité en ligne)

- (en) Geoff Childs, Polyandry and population growth in a historical Tibetan society, Department of Anthropology, Washington University, 2003 (voir en ligne)

- (en) Badeng Nima, « Problems related to bilingual education in Tibet », 2001

- (en) Melvyn C. Goldstein, Reexamining Choice, Dependency and Command In The Tibetan Social System: 'Tax Appendages' and other landless serfs, The Tibet Journal XI No.4:79-113, 1986 (voir en ligne)

- (en) Melvyn C. Goldstein, Serfdom and Mobility: An Examination of the Institution of "Human Lease" in Traditional Tibetan Society, The Journal of Asian Studies. 30(3): 521-534, 1971 (voir en ligne)

- (en) China Internet Information Center, « Serf System »

- (en) Melvyn C. Goldstein, Stratification, Polyandry, and Family Structure in Central Tibet, Southwestern Journal of Anthropology. 27(1): 64-74, 1971 (voir en ligne)

- (fr) China Internet Information Center, « Système de servage féodal du Tibet »

- (en) Melvyn C. Goldstein, Taxation and the Structure of a Tibetan Village, Central Asiatic Journal 15(1):1-27, 1971 (voir en ligne)

- (fr) Stéphane Gros, Terres de confins, terres de colonisation, Péninsule 33, 1996 (voir en ligne)

- (en) Zhenmin Wang, The Developing Rule of Law in China, Harvard Asia Quarterly, Volume IV, No. 4. Autumn 2000 (voir en ligne)

- (en) The Education System of Three Major Monasteries in Lhasa, China Tibetology No 8 (voir en ligne)

- (en) Rebecca Redwood French, The Golden Yoke : The Legal Cosmology of Buddhist Tibet, Ithaca N.Y./London, Cornell University Press, 1995, 404 p. (ISBN 0-8014-3084-4, lire en ligne) (aperçu limité en ligne)

- (en) Alex McKay (editor), The History of Tibet - The Early Period: to c. AD-850, Cornell University Press, 2003 (ISBN 0-415-30842-9) (aperçu limité en ligne)

- (en) Alex McKay (editor), The History of Tibet - The Medieval Period: c.850-1895, Cornell University Press, 2003 (ISBN 0-415-30843-7) (aperçu limité en ligne)

- (en) Alex McKay (editor), The History of Tibet - The Modern Period: 1895-1959, Cornell University Press, 2003 (ISBN 0-415-30844-5) (aperçu limité en ligne)

- (en) Melanie Shaffer, « The Legal System on the Roof of the World »

- (en) A. Tom Grunfeld, The Making of Modern Tibet, Armonk, New York/London, M.E. Sharpe, 1996, 352 p. (ISBN 1-56324-714-3) (aperçu limité en ligne)

- (en) Thomas Laird, Bstan-ʼdzin-rgya-mtsho, The Story of Tibet - Conversations with the Dalai Lama, Open City Books, 2006 (ISBN 0-8021-1827-5) (aperçu limité en ligne)

- (en) Melvyn C. Goldstein, William Siebenschuh & Tashi Tsering, The Struggle for Modern Tibet - The Autobiography of Tashi Tsering, M.E. Sharpe, 1999 (ISBN 0-7656-0509-0) (aperçu limité en ligne)

- (en) People's Daily Online, « The Tibetan ethnic minority »

- (en) Melvyn C. Goldstein & Paljor Tsarong, Tibetan Buddhist Monasticism: Social, Psychological & Cultural Implications, The Tibet Journal 10(1): 14-31, 1985 (voir en ligne)

- (en) Qangngoiba Doje Ngoizhub, « Tibetan education as I see it »

- (en) Rebecca R. French, Tibetan Legal Literature: The Law Codes of the dGa' ldan pho brang, Tibetan Literature: Studies in Genre, Section 1 of 10, pages 438-457, 1985 (voir en ligne)

- (en) China Internet Information Center, « Tibet Facts & Figures 2002 »

- (en) China Internet Information Center, « Tibet Facts & Figures 2005 »

- (en) China Internet Information Center, « Tibet Facts & Figures 2006 »

- (en) China Internet Information Center, « Tibet Facts & Figures 2007 »

- (en) China Internet Information Center, « Tibet Facts & Figures 2008 »

- (fr) Jérôme Édou, René Vernadet, Tibet - les chevaux du vent, Paris, L'Asiathèque, 2007, 462 p. (ISBN 978-2-915255-48-5)

- (en) The Office of Tibet, « Traditional society and democratic framework for future Tibet », 1996

- (en) « When the Dalai Lamas Ruled: Hell on Earth », Revolutionary Worker, no 944,‎ 15 février 1998 (lire en ligne)

- (en) William Monroe Coleman, Writing Tibetan History: The Discourses of Feudalism and Serfdom in Chinese and Western Historiography, Master’s Thesis, East-West Centre, University of Hawaii (voir extraits en ligne)